# Athyrium des Alpes
Athyrium distentifolium
Espèce
L'Athyrium des Alpes (Athyrium distentifolium) est une espèce de fougères de la famille des Dryopteridaceae et parfois classée parmi la famille des Woodsiaceae selon les auteurs.
Synonyme : Athyrium alpestre (Hoppe) Milde

## Description
L'Athyrium des Alpes présente un port en rosette. Les frondes mesurent de 30 à 150 cm et elles sont de couleur vert foncé. Elles sont rigides et ont une forme lancéolée, rétrécies à la base. Elles sont divisées deux fois ( = bipennées). Les divisions secondaires possèdent des lobes dentés (les dents sont courbées ou orientées vers l'extrémité du lobe).
Le pétiole est bien plus court que le limbe, il est épais et porte de nombreuses écailles.
Les sores, portés sur la face inférieure des frondes, sont ronds. Les sores sont protégés par de minuscules indusies à bord cilié, tombant très rapidement.
- Période de sporulation : juillet à septembre.
- Mode de dissémination : anémochore.

## Milieu de vie
L'Athyrium alpestre vit dans les stations ombragées à semi-ombragées et humides. On la rencontre dans les étages subalpin : dans les forêts montagnardes (sapins, épicéas, mélèzes, hêtres ), les prairies humides à hautes herbes, les lisières fraîches et les zones humides rocheuses.
Cette fougère affectionne les sols plus ou moins acides, meubles et frais, limoneux ou argileux. Mais le plus souvent, elle se trouve sur des sols pierreux.

## Répartition géographique
- Française : l'Athyrium des Alpes est assez rare, c'est une fougère de montagne seulement que l'on trouve jusqu'à plus de 2 000 m. Elle se rencontre dans le Jura, les Alpes, le Massif central, les Pyrénées et en Corse, plus rarement dans les Vosges.
- Européenne : cette fougère se rencontre dans tous les massifs montagneux d'Europe. Également en Russie, Écosse et Irlande.
- Mondiale : elle vit dans les régions tempérées froides de l'hémisphère nord.